# سام آغي
سام آغي (بالإنجليزية: Sam Agee)‏ هو لاعب كرة قدم أمريكية أمريكي، ولد في 21 أكتوبر 1915 في كاورتلاند في الولايات المتحدة، وتوفي في 2 نوفمبر 2006.